# Roman Wick
Roman Wick (Bronschhofen, 30 dicembre 1985) è un ex hockeista su ghiaccio svizzero, di ruolo attaccante.

## Carriera
Nel massimo campionato svizzero ha giocato per sette stagioni (non consecutive) con la maglia dei Kloten Flyers e per nove coi ZSC Lions (con cui ha vinto per due volte il campionato, nel 2013-2014 e nel 2017-2018, ed una la Coppa Svizzera, nel 2015-2016).
Nella sua breve esperienza in Nord-America ha vinto la Calder Cup coi Binghamton Senators, raccogliendo anche 7 presenze in NHL con gli Ottawa Senators (che lo avevano scelto al draft del 2004 al quinto giro).
Con la maglia della Svizzera ha disputato i mondiali del 2008, 2009 e 2012, oltre a due edizioni dei giochi olimpici invernali: Vancouver 2010 e Soči 2014. Si è ritirato al termine della stagione 2020-2021.